# Taschenbuch für Wehrfragen
Das Taschenbuch für Wehrfragen war eine deutsche militärische Fachzeitschrift, die in Zusammenarbeit mit dem Bundesministerium der Verteidigung von 1956 bis 1977 herausgegeben wurde. Sie erschien anfangs in Bonn im Festland-Verlag und später in Frankfurt am Main im Verlag Soldat und Technik im Umschau-Verlag. Ein Sonderdruck des Blattes war die Schrift Wissenswertes über die Bundeswehr. Nach dem Erscheinen der Ausgabe 9.1977/78, herausgegeben 1977, wurde das Periodikum eingestellt.